# Abastumani (Adigeni)

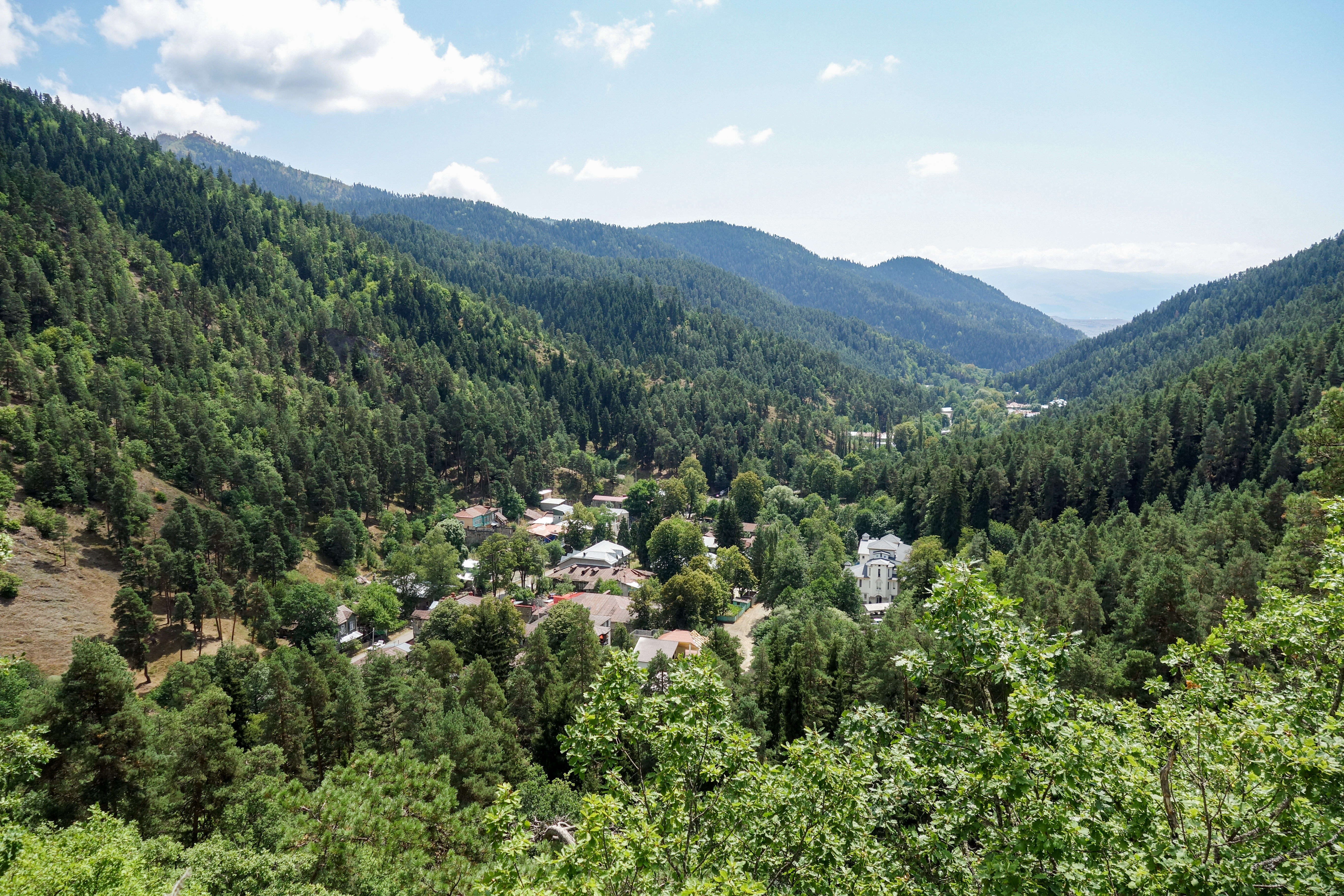
Abastumani

Abastumani (georgisch აბასთუმანი; veraltet auch Abastuman) ist ein Kurort in der Munizipalität Adigeni der Region Samzche-Dschawachetien im südlichen Georgien.
Abastumani liegt in einer Schlucht des Adscharisch-Imeretischen (Meschetischen) Gebirges des Kleinen Kaukasus am Fluss Ozche auf etwa 1300 m über dem Meeresspiegel. Der Ort mit den Status einer Minderstadt (georgisch დაბა, daba) hat 937 Einwohner (2014); in den letzten Jahrzehnten war die Einwohnerzahl stark rückläufig.
Abastumani verfügt über natron- und schwefelhaltige Thermalquellen, deren Temperatur zwischen 30 und 39,9 °C liegt. Im 19. Jahrhundert entwickelte es sich zu einem populären Kurort im Russischen Reich; der Ort wurde nach dem gleichnamigen, etwa fünf Kilometer südlich (flussabwärts) gelegenen Dorf benannt. Es entstanden viele Sanatorien zur Behandlung von Tuberkulose, Asthma bronchiale, Blutarmut sowie Herz- und Kreislauferkrankungen. Nach der Unabhängigkeit Georgiens 1991 blieben die Gesundheitstouristen aus und sämtliche Heilstätten mussten geschlossen werden. Mittlerweile sind zwei Objekte wieder in Betrieb.

## Sternwarte
Auf dem Berg Qanobili (Lage; georgisch ყანობილი, auch Kanobili) westlich oberhalb des Ortes wurde 1892 auf einer Höhe von knapp 1600 m das erste astronomische Bergobservatorium des Russischen Kaiserreichs errichtet. 1932 wurde es um ein astrophysikalisches Observatorium ergänzt. In der in den 1930er-Jahren von einer deutschen Expedition errichteten Kuppel befindet sich ein noch heute einsatzfähiges von Carl Zeiss Jena gebautes Fernrohr mit 40 cm Öffnungsweite. 1956 wurde das Observatorium mit einem der größten Maksutov-Teleskope ausgestattet, mit einer Öffnungsweite von 70 cm. Das größte Instrument ist das 1976 in Betrieb genommene Ritchey-Chrétien-Teleskop AZT-11 mit 125 cm Öffnung.
Der Asteroid (1390) Abastumani wurde nach Abastumani benannt.